# Litija
Litija là một khu tự quản (tiếng Slovenia: občine, số ít – občina) trong vùng Osrednjeslovenska của Slovenia. Litija có diện tích 221.4 km2, dân số là theo điều tra ngày 31 tháng 3 năm 2002 là 14099 người. Thủ phủ khu tự quản Litija đóng tại Litija.